# Ancyluris etias
Ancyluris etias är en fjärilsart som beskrevs av Saunders 1858. Ancyluris etias ingår i släktet Ancyluris och familjen Riodinidae. Inga underarter finns listade i Catalogue of Life.

## Bildgalleri

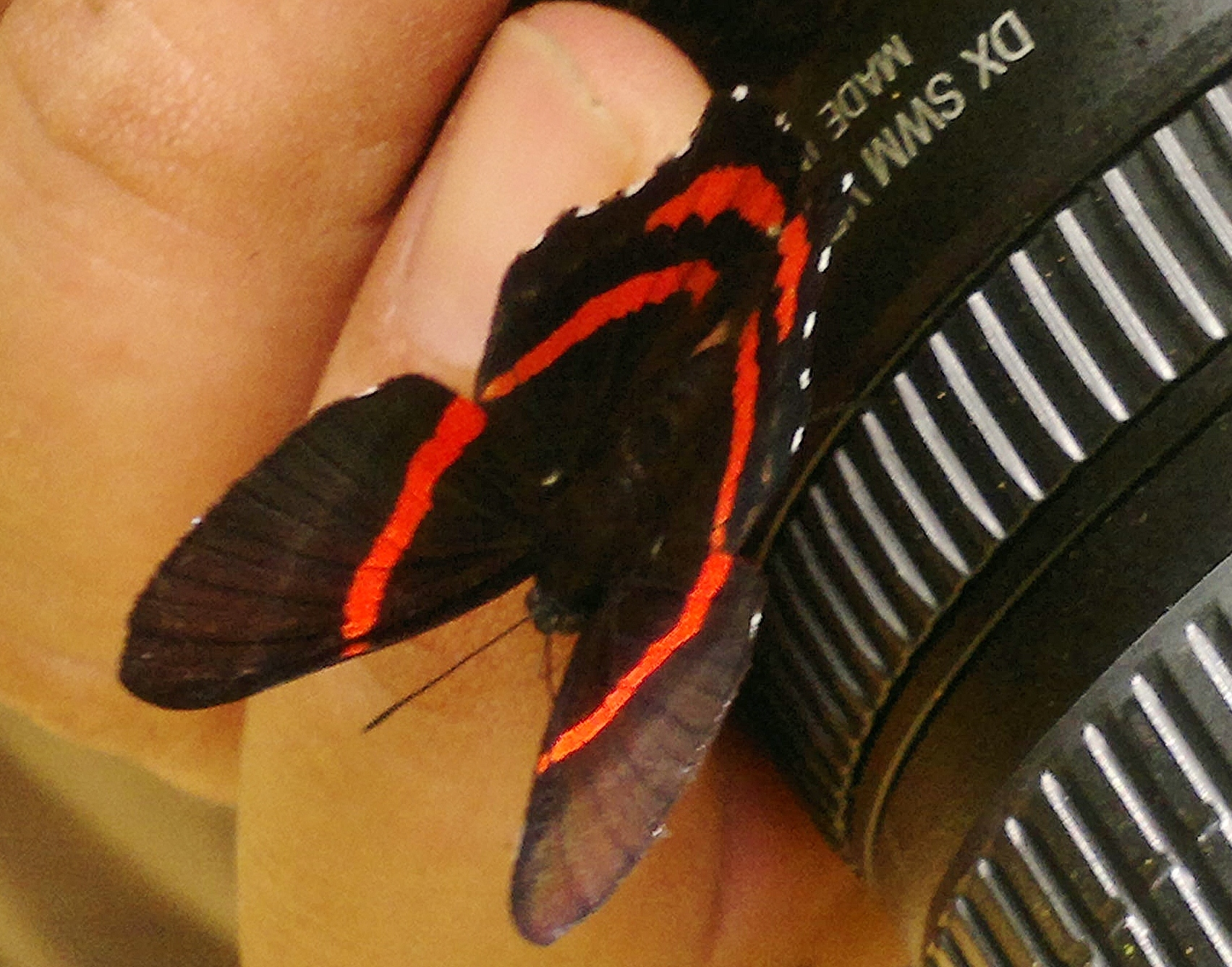